# Каллист Ангеликуд
Каллист Ангеликуд (греч. Κάλλιστος Άγγελικούδης; 1325 — 2-я половина XIV в.), в рукописях также Меленикиот, Антиликуд, Тиликуд, Ликуд или Катафигиот — православный богослов, игумен монастыря «Катафиги» (греч. Καταφυγή, то есть «[Богородицы]-Прибежища») около города Меленикон.

## Биография
Иногда творения Каллиста Ангеликуда подписывались именем патриарха Каллиста I.
Судя по сочинениям Каллиста, можно предположить, что он не имел официального образования, но тем не менее был хорошо знаком с творениями известных церковных писателей: великих каппадокийцев, Иоанна Златоуста, Максима Исповедника, Исаака Сирина, Псевдо-Дионисия Ареопагита, Григория Паламы и других.
В документах, изданных патриархом Константинопольским Филофеем Коккином, указывается, что Каллист был игуменом и духовником монастыря «Катафиги», однако некоторая часть монахов не хотело ему подчинятся, из-за чего часто возникали конфликты.

## Почитание
Каллист Ангеликуд почитается Православной церковью в лике преподобных. День памяти 20 июня.

## Труды
1. «Исихастское утешение»;
2. «115 глав», которые вошли в сборник Добротолюбие (существует также перевод А. Ф. Лосева[4]);
3. «Против Фомы Аквинского»;
4. «Послание ученику Макарию».